# General Dynamics F-111 Aardvark
General Dynamics F-111 byl první sériově vyráběný letuschopný stroj s měnitelnou geometrií křídel a zároveň první bitevní letoun schopný přesného bombardování z malé výšky ve dne i v noci a za jakéhokoliv počasí. Díky své siluetě získal v americkém letectvu bojové jméno Aardvark (česky: hrabáč). I přes určité problémy s konstrukcí, uložením motorů a přístroji se F-111 stal mimořádně účinným letounem.
V roce 1968 byl poprvé bojově nasazen ve Vietnamu, kde nízkými průlety dokázal úspěšně zaútočit na Hanoj; z celkem šesti nasazených strojů však byly tři ztraceny kvůli technickým závadám a chybě pilota. Do roku 1972 byly stroje modernizovány a staly se tak vysoce efektivními útočnými letouny. Vzniklo celkem šest verzí, včetně strategické FB-111 určené k náhradě B-58 ve službách amerického strategického letectva, která měla zvětšené rozpětí křídel a náklad paliva. V roce 1974 bylo firmou Grumman několik strojů upraveno pro elektronický boj a označeno jako EF-111A Raven (havran) – letounům byla do pumovnice uložena komplexní výbava, jako vysílač mylných signálů a detektor radarových signálů, na kýlovku byl umístěn přijímač, ze kterého jsou radarové signály přenášeny do palubního počítače a odtud do rušičky. V roce 1981 bylo prvních 42 EF-111A zařazeno do služby a roku 1991 se osvědčily během války v Zálivu. Tyto stroje jsou nyní nahrazeny letouny F-16CJ.
Jediným zahraničním a také posledním uživatelem strojů F-111 byla Austrálie – do služby u RAAF byly přijaty v roce 1973 a jejich vyřazení proběhlo roku 2010.
F-111 byla jedním z nejkontroverznějších letadel své doby. Do té doby žádné jiné letadlo nebylo médii tak ostře kritizováno. Jeho vývoj byl doprovázen mnoha vážnými problémy a značně překročil nejen plánované náklady, ale i stanovený termín spuštění sériové výroby. Z několika tisíc kusů, které se měly původně vyrobit, bylo nakonec dodáno pouze 562 letadel v sedmi různých variantách.
Letoun byl předmětem dlouhotrvajících diskusí i v rámci Kongresu a jeho odpůrci se o letadle posměšně vyjadřovali, že je nebezpečnějším pro USA než pro potenciálního nepřítele. Nicméně poté, co bylo vyřešeno několik technických problémů, se F-111 ve své době ukázal jedním z nejefektivnějších letadel. F-111 navíc stanovila dosud nejlepší bezpečnostní rekord, když po dosažení jednoho milionu letových hodin došlo ke ztrátě pouze 77 letadel.

## Vznik a vývoj

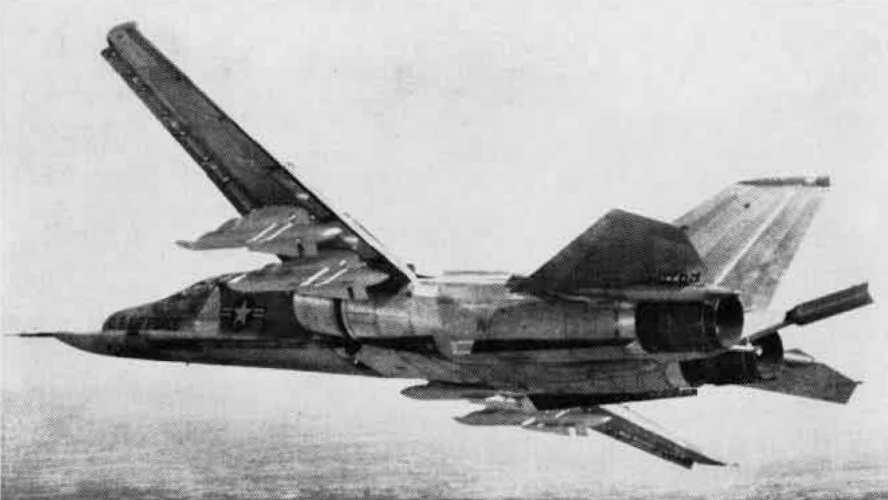
Prototyp F-111A s maketami raket

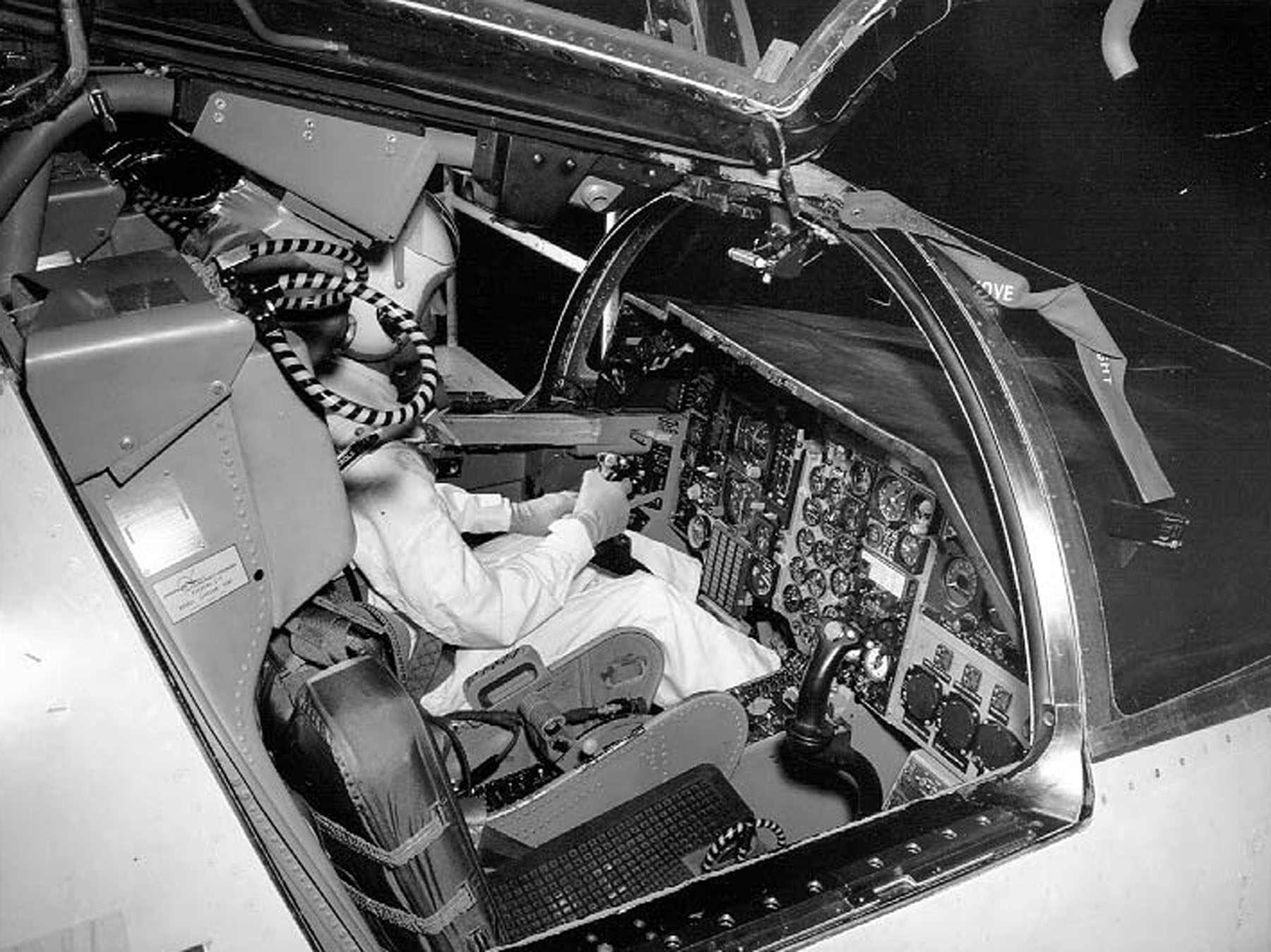
Posádka letounu F-111 seděla vedle sebe

Historie vzniku F-111 se začala odvíjet na konci 50. let minulého století, kdy si americké letectvo uvědomilo, že brzy bude potřebovat nahradit stíhací bombardéry F-100 Super Sabre, F-101 Voodoo a F-105 Thunderchief, které byly v té době v provozu. Proto 27. března 1958 americké letectvo vydalo následující požadavky na nové letadlo:
- Maximální rychlost více než 2 Machy,
- Dostup 18 000 m,
- Schopnost nasazení za jakéhokoliv počasí,
- Schopnost svislého a krátkého vzletu a přistání.

Americké letectvo také požadovalo, aby byl letoun připraven nasazení do roku 1964. Tyto požadavky však byly už za rok přepracovány, protože letectvo uznalo, že vývoj letadla se schopností svislého/krátkého vzletu a přistání nebude při úrovni tehdejších technologií jednoduché. V roce 1960 byl požadavek na maximální rychlost zvýšen na 2,5 Machu ve vysoké nadmořské výšce a 1,2 Machu na úrovni mořské hladiny. Letadlo mělo být schopné vzletu z rozjezdové dráhy dlouhé minimálně 914 m a jeho akční rádius v nízké letové hladině měl být 1 287 km. Přeletový dolet měl navíc být dostatečně velký na to, aby byl stroj schopen přeletět Atlantský oceán.
Americké námořnictvo v té době hledalo dvoumístné letadlo, které by nahradilo stroje F-4 Phantom II a F-8 Crusader. A přestože byly požadavky námořnictva a letectva na nové letadlo zcela odlišné, 16. února 1961 nařídil nový ministr obrany Robert McNamara, aby se zkoumala možnost vývoje jediného stroje, který by uspokojil požadavky obou složek ozbrojených sil USA. Projekt dostal označení Tactical Fighter Experimental (TFX) a jeho cílem bylo snížení nákladů na zakázky. I když si představitelé amerického námořnictva od začátku uvědomovali, že jim projekt TFX nemůže poskytnout požadované letadlo schopné operovat z paluby letadlové lodi, museli respektovat McNamarovo rozhodnutí a pokračovat ve vývoji. Vznikla tedy verze F-111B, určená pro námořnictvo, z níž bylo celkem vyrobeno 7 prototypů. Jak však mnozí předpokládali hned na začátku, vývoj doprovázelo množství problémů a program byl nakonec v červenci 1968 zrušen. Náhradou za zastaralé palubní stíhačky se o několik let později stal F-14 Tomcat.
Verze stíhacího bombardéru, určená pro letectvo, dostala označení F-111A. 29. září 1961 byly osloveny společnosti Boeing, General Dynamics, Lockheed, Northrop, Grumman, McDonnell, Douglas, North American a Republic, aby předložily své návrhy na nové letadlo. Odpovědi firem byly zaslány do prosince téhož roku, přičemž pouze Northrop výzvu k předložení návrhu odmítl.
Koncem ledna 1962 se letectvo i námořnictvo shodli na tom, že žádný z návrhů není přijatelný, ale že dva z nich – návrhy Boeingu a General Dynamics – stojí za další prozkoumání. Na jaře roku 1962 předložily Boeing a General Dynamics pozměněny návrhy, ty však byly opět zamítnuty. Své konečné návrhy dodaly obě společnosti v září 1962 a 24. listopadu 1962 se vítězem této soutěže stala firma General Dynamics. K jejímu úspěchu se přispělo hlavně to, že verze pro námořnictvo a letectvo sdílely několik společných prvků a firma použila realističtější přístup k otázce nákladů. První prototyp F-111A se sériovým číslem 63-9766 se vznesl k obloze 21. prosince 1964. I když byl let z důvodu poruchy klapky zkrácen na 22 minut, výsledky byly obecně uspokojivé. Letové testy byly obnoveny 6. ledna 1965 a během prvních letů dosáhla F-111A rychlost 1,3 Machu.
V roce 1965 byly odhadované náklady na výrobu jedné F-111 v rozmezí 4,5 až 6,3 milionu dolarů, což zapříčinilo výrazné škrty v plánech na množství pořízených letadel. Ve stejném roce byla uzavřena objednávka na 431 strojů, což bylo o více než 50 procent méně, než se původně plánovalo. Výroba letadel F-111A začala v roce 1967 a celkově bylo v této verzi vyrobeno 141 strojů. Americké letectvo získalo první letouny F-111 18. července 1967 a zpočátku s nimi vyzbrojili letky dislokované na základně Cannon v Novém Mexiku.

## Konstrukce

### F-111A

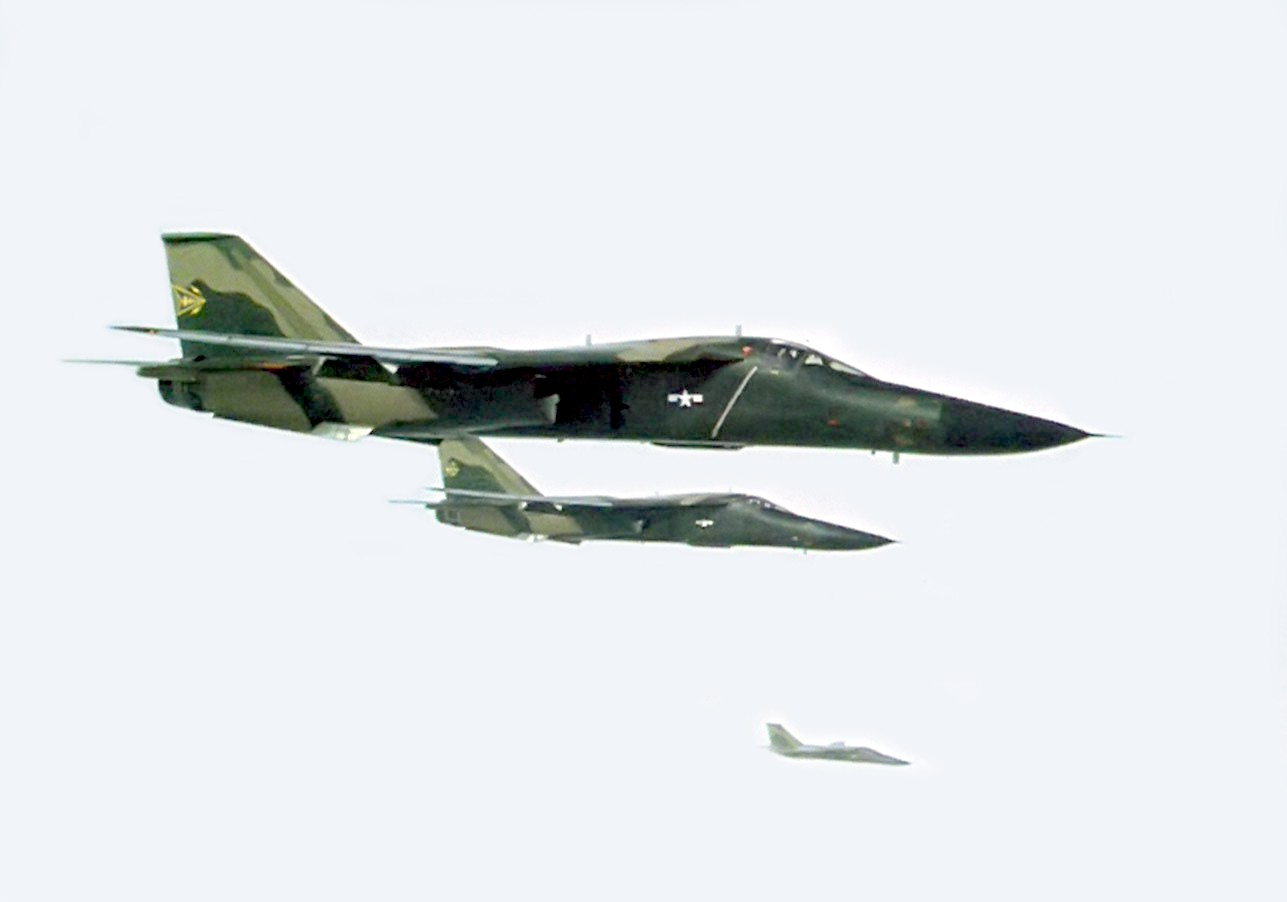
F-111A nad jihovýchodní Asií

Kabina posádky byla řešena inovativním způsobem - pilot a operátor zbraňových systémů neseděli za sebou, ale vedle sebe. V případě nouze sloužila kabina posádky i jako úniková kapsle, která se za pomoci výbušnin a raketových motorů zcela oddělila od letadla. Při oddělení odtrhla i malou část trupu, která sloužila jako stabilizační křídlo. Následně se ve spodní části nafoukl vak, který měl ztlumit náraz při dopadu na zem. V případě přistání na vodě byla kapsle jistý čas schopná plavby. Posádky F-111 byly několikrát nuceny použít únikovou kapsli, avšak i navzdory všem technickým opatřením byla přistání mimořádně tvrdá a členům posádky způsobovala zranění.
Prvních 30 letounů F-111A bylo poháněných motory Pratt & Whitney TF30-P-1. Tyto motory však při vysokých rychlostech a vysokých úhlech náběhu trpěly problémy, které souvisely se zahlcením kompresoru. Proto další sériově vyrobené F-111A už poháněla dvojice TF30-P-3 a přepracované muselo být i vstupní ústrojí. Nový pohon dodatečně získalo i některé z prvních 30 letadel vybavených problémovými TF30-P-1. Přívody vzduchu měly tendenci nasávat hodně úlomků z přistávací dráhy, což zapříčinilo, že F-111A mohly vzlétat jen z upravených drah, které byly nepřetržitě zametány.
Avionika F-111A se skládala z balíku elektroniky nazvaného Mk I. Zahrnovala inerciální navigační a útočný systém Litton AJQ-20, bojový radar General Electric AN/APQ-112, pulzní radar Honeywell APN-167, radar ke sledování terénu Texas Instruments AN/APQ-110 a komunikační systémy Collins ARC-109 a ARC-112.
F-111A měla pod křídly šest pylonů na zavěšení pum, raket nebo externích palivových nádrží. Vnější pylon na konci každého z křídel byl pevný a nemohl se otáčet. V důsledku toho bylo možné na těchto dvou závěsníkách nést arzenál pouze tehdy, když byla křídla v poloze mezi 16 a 26 stupni. Nicméně čtyři vnitřní pylony se mohly otáčet a zůstat tak rovnoběžné se středovou linií letadla při jakémkoliv stupni šípovitosti. V malé pumovnici mohlo letadlo nést ještě dvojici pum o hmotnosti 340 kg. Alternativně mohly být pumy v tomto vnitřním prostoru nahrazeny 20 mm rotačním kanónem M61A1 s palebným průměrem 2000 nábojů. V této konfiguraci však létaly F-111 jen zřídka a raději využívaly pumovnici k nesení pum nebo elektroniky. Ve standardní bojové konfiguraci se užitečné zatížení F-111A pohybovalo od 3 630 kg po 9070 kg, což představovalo 10 až 26 pum o hmotnosti 340 kg nebo 8 až 20 pum o hmotnosti 454 kg. Například při misích, kde byl požadovaný dolet 2 800 km, bylo užitečné zatížení F-111 řádově 7257 kg, což představovalo 16 pum o hmotnosti 454 kg.

### F-111B

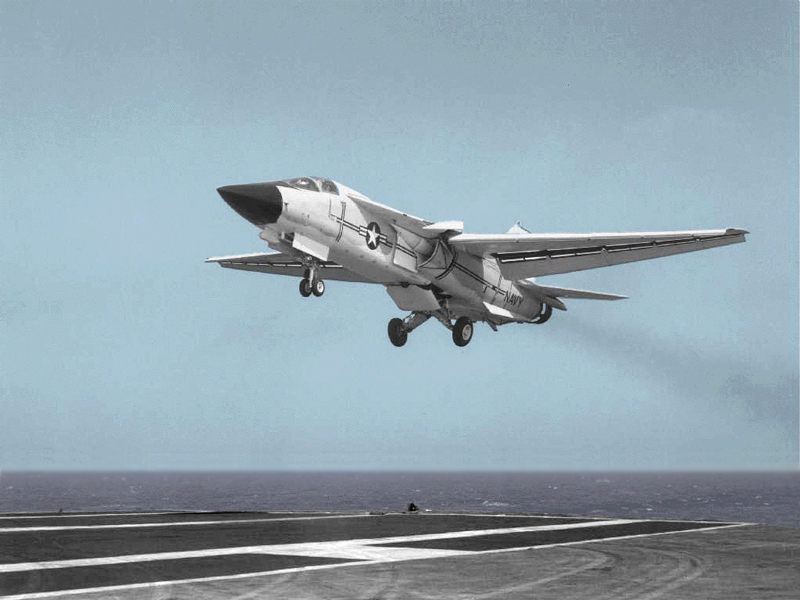
Námořní verze F-111B během testů v roce 1968

Šlo o námořní verzi F-111, která se však nakonec zavedení do služby nedočkala. Prvního let prototypu se uskutečnil 18. května 1965 a i když byl úspěšný, letové zkoušky již brzy odhalily, že má stroj příliš vysokou vzletovou hmotnost. Tento problém se podařilo částečně zredukovat u čtvrtého prototypu, ale stále to nebylo dostatečné. Této nepovedené konstrukci nepomohl ani fakt, že byla poháněna motory TF30-P-1, které trpěly zahlcením kompresoru. Do října 1967 bylo námořnictvu jasné, že z F-111B nikdy nebude palubní letadlo s požadovanými vlastnostmi a americkému kongresu doporučilo, aby byl projekt ukončen.
Jelikož společnost General Dynamics neměla žádné zkušenosti s palubními letadly, spojila se s firmou Grumman, která byla zkušeným výrobcem stíhaček operujících z paluby letadlové lodi.
Nos F-111B byl o 259 cm kratší než u F-111A, aby se letadlo přizpůsobilo výtahům na palubách tehdejších amerických letadlových lodí. Křídla byla prodloužena o necelých 107 cm, aby se zvýšila nosná plocha. F-111B by měla být vybavena pulzně-dopplerovským radarem Hughes AN/AWG-9 a vyzbrojená šesti raketami AIM-54 Phoenix.

### F-111C

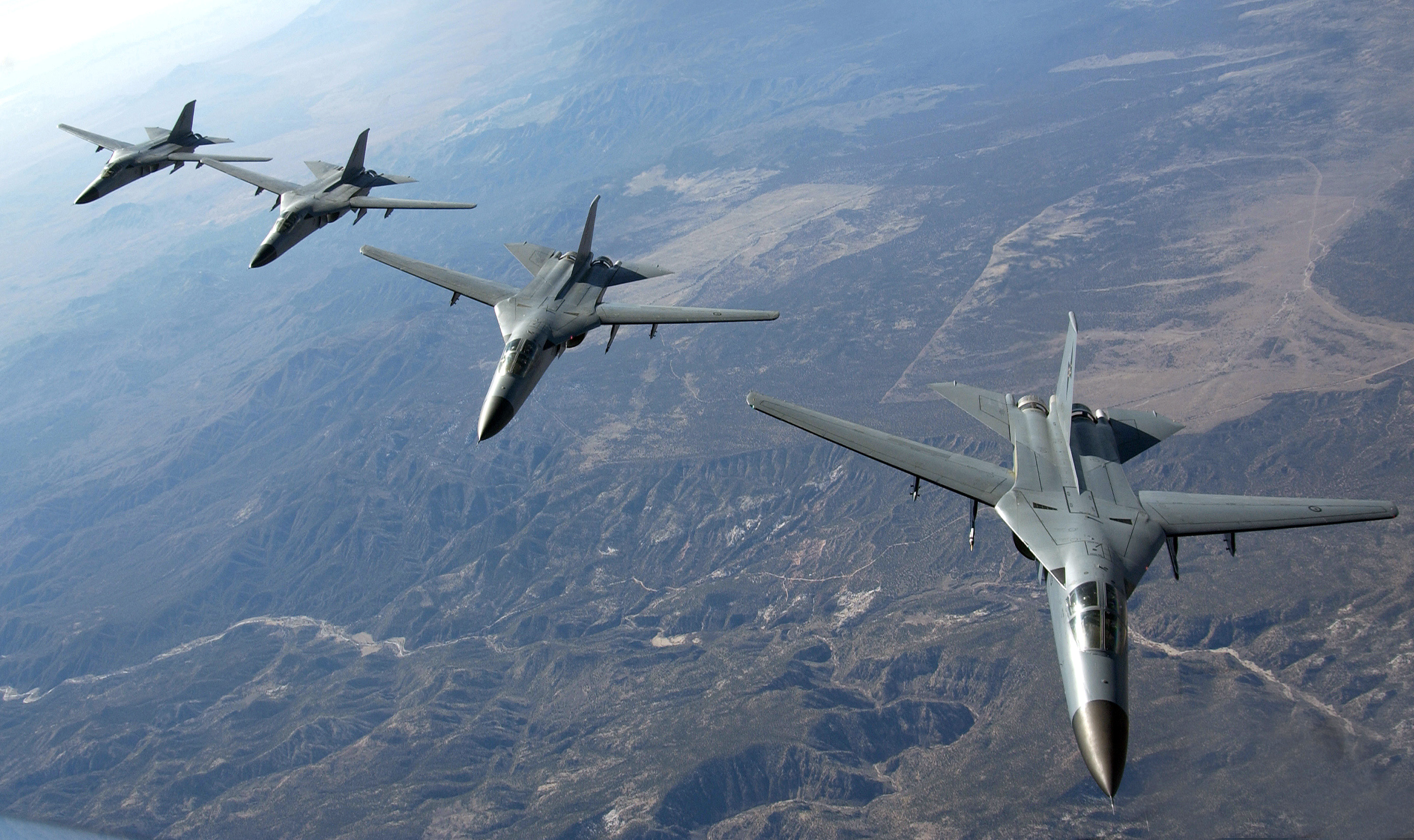
Čtyři australské F-111 v roce 2006.

Verze určená pro Austrálii, která nahradila bombardéry English Electric Canberra. Celkově získalo australské letectvo 24 letadel tohoto typu, které byly oficiálně zařazeny do služby v roce 1973 a Austrálie je provozovala až do roku 2010.
F-111C získala křídla z verze F-111B, která měla rozpětí až 21,3 m. Na prodloužená křídla bylo možné připevnit až osm pylonů. Zároveň bylo letadlo vybaveno zpevněným podvozkem a moderním palubním radarem APQ-113. V letech 1983 až 1985 získaly australská letadla i AVQ-26 Pave Tack, který se skládal z laserového značkovače a infračerveného senzoru, což umožnilo efektivnější použití laserem naváděných pum. F-111C byly vyzbrojeny i protilodními raketami AGM-84A Harpoon.
V srpnu 1990 byla s firmou Rockwell uzavřena smlouva na modernizaci 18 strojů F-111C, což se podařilo zrealizovat do listopadu 1999. Letadla byla vybavena novým navigačním systémem, analogový systém řízení letu byl nahrazen digitálním systémem „fly-by-wire“ a přibyl také nový radar ke sledování terénu Texas Instruments AN/APQ-171.

### F-111D

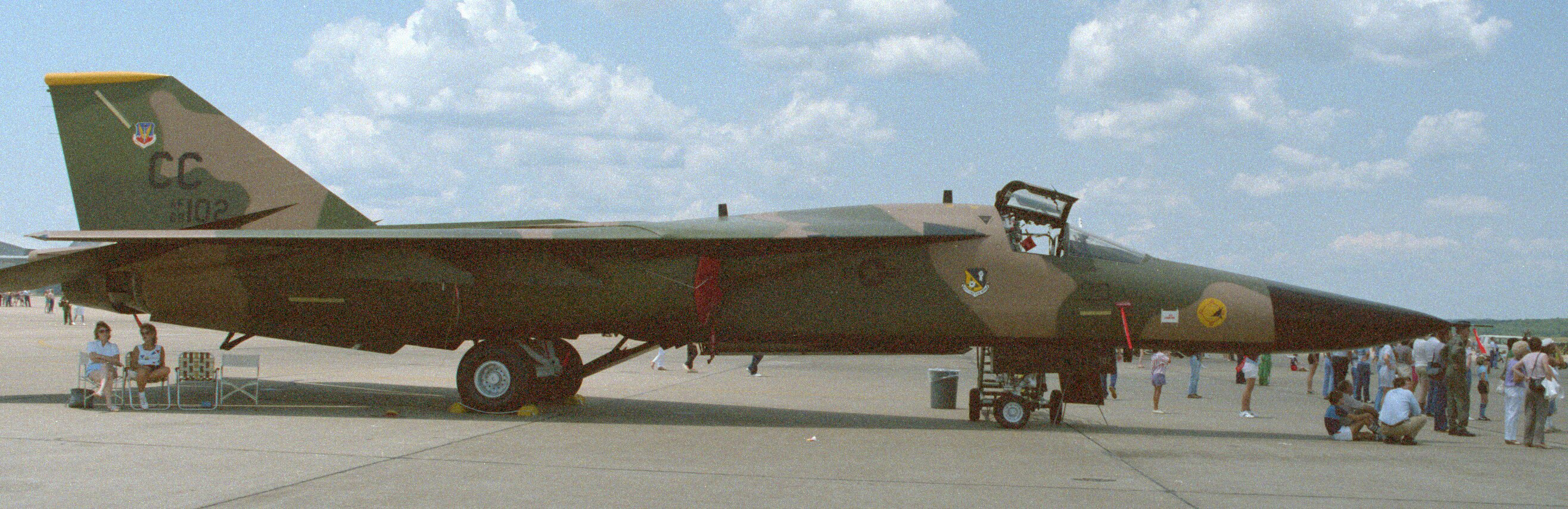
F-111D

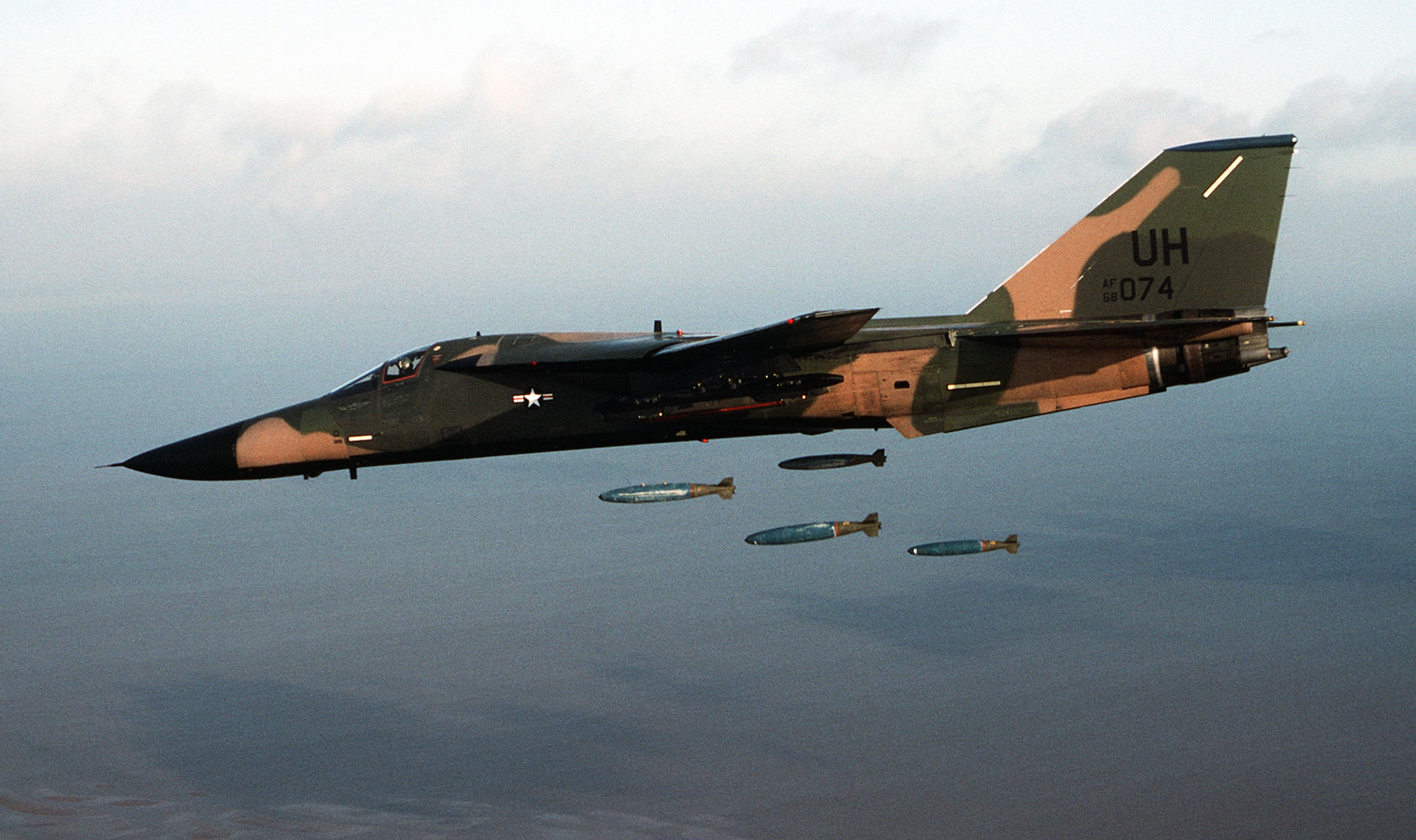
F-111E shazuje pumy Mk 82

Ve verzi F-111D bylo vyrobeno 96 letadel, jejichž dodávky probíhaly v letech 1970 až 1973. Počáteční operační způsobilosti dosáhly tyto stroje v září 1972, ale kvůli přetrvávajícím problémům s avionikou byly bojeschopné až od ledna 1974. Americké letectvo je provozovalo do prosince 1992.
F-111D byla poháněna výkonnějšími motory Pratt & Whitney TF30-P-9 a byla vybavena novými přívody vzduchu, které odstranily problémy s kompresorem. Letadlo také získalo nový avionický systém Mark II, který zahrnoval například navigační systém od Autonetics North American Rockwell, počítačový systém od IBM, integrovanou sadu displejů AN/AVA-9 od Norden Division of United Aircraft Corporation nebo dopplerovský radar od kanadské firmy Marconi.

### F-111E
Z důvodu dlouhotrvajícího vývoje verze F-111D objednalo americké letectvo 94 letounů F-111E, které měly jednodušší avioniku a motory TF30-P-3. Stroje však disponovaly novinkou, vyvinutou pro F-111D, kterou byly přívody vzduchu Triple Plow 2. F-111E byl vybaven radarem APQ-113, který sloužil na navigaci a řízení palby v režimu vzduchu-země nebo vzduch-vzduch (i když toto nebylo jeho primárním určením). Letadla byla americkému letectvu dodána v letech 1969 až 1971.
První prototyp verze F-111E (67-0115) byl zapůjčen NASA na testování systému řízení letu „fly-by-wire“. První zkušební let s tímto systémem se uskutečnil 4. září 1975.

### F-111F

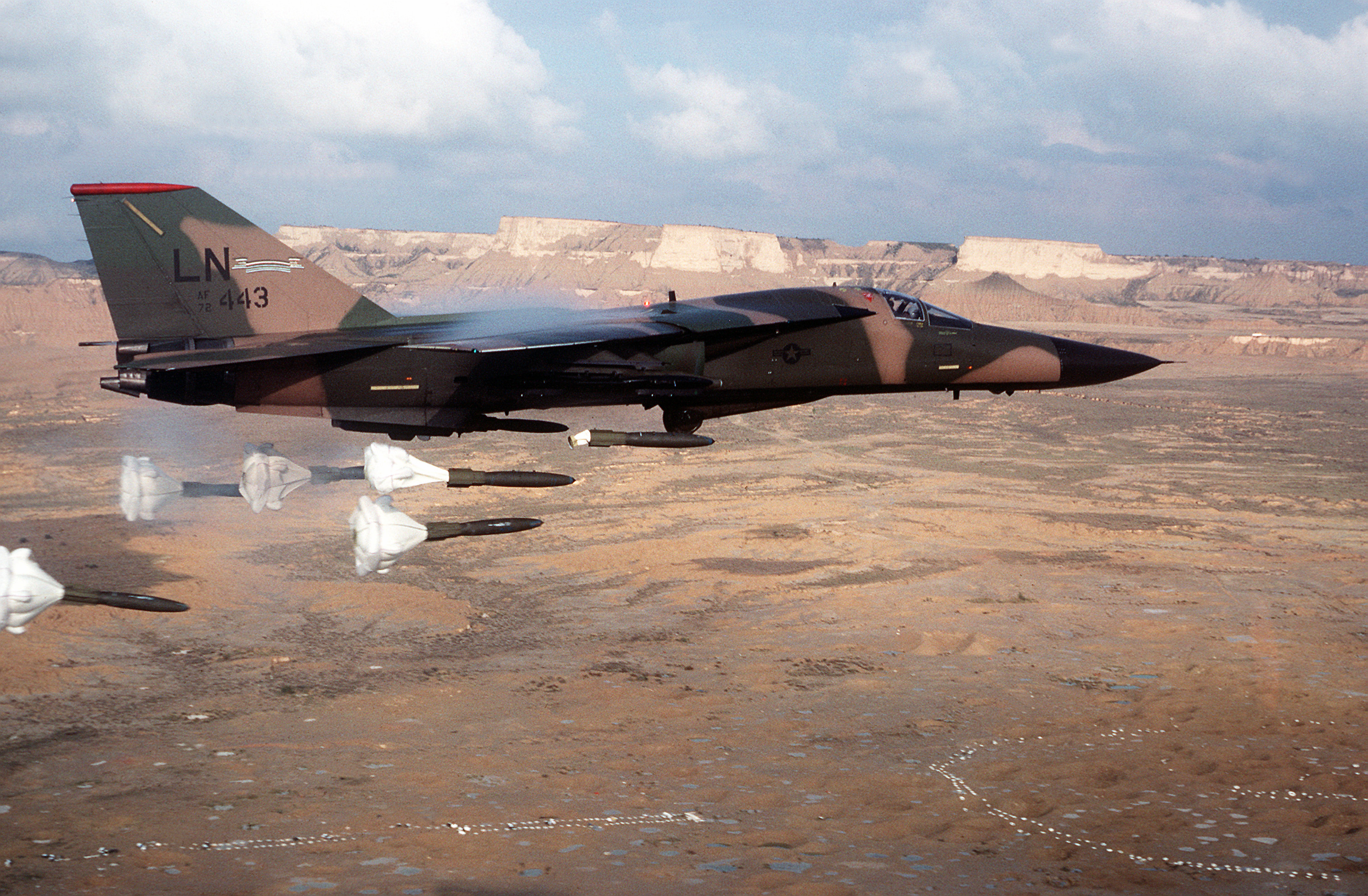
F-111F

F-111F byla poslední verzí F-111 pro americké letectvo. Do služby vstoupila v lednu 1972. Dodávky byly ukončeny v září 1976 a letectvo celkově získalo 106 letadel tohoto typu. F-111F byly v arzenálu amerických vzdušných sil do roku 1996.
Od F-111D se odlišovala pokročilejší elektronikou, která se vyznačovala větší jednoduchostí a spolehlivostí. Šlo o avionickou sadu Mark IIB, která kombinovala navigační a digitální počítačové systémy F-111D a FB-111A. Kromě toho byla vybavena moderním bojovým radiolokátorem APK-144. Verze F-111F dostala i vylepšený podvozek a výkonnější pohonné jednotky TF30-P-100, které poskytovaly o 35 procent větší tah než motory verzí F-111A a E.
Mnohé z letadel F-111F nesly v pumovnici kontejner Ford AVQ-26 Pave Tack, který se skládal z laserového značkovače a infračerveného senzoru, což umožnilo efektivnější použití laserem naváděných pum. Přestože všechny předchozí verze F-111 mohly být vyzbrojeny laserem naváděnými pumami, pouze verze F-111F si dokázala pozemní cíle i sama označit.

### F-111K
Britská vláda odřekla úderný letoun BAC TSR-2 v roce 1965 s odkazem na nižší náklady programu TFX a objednala 50 letounů F-111K v únoru 1967 pro Royal Air Force. F-111K měl být později doplněn o tehdy vyvíjený Anglo-francouzský letoun s měnitelnou geometrií. F-111K vycházel z F-111A s delšími křídly F-111B, podvozkem FB-111, systémem řízení navigace/palby Mark II a britskými systémy. Další změny zahrnovaly úpravy zbraňového prostoru, přidání středového pylonu, výsuvnou tankovací sondu, ustanovení pro průzkumnou paletu a vyšší celkovou hmotnost s použitím podvozku FB-111A.
V lednu 1968 Spojené království zrušilo svou objednávku F-111K s odkazem na vyšší cenu; zvýšené náklady spolu s devalvací libry zvýšily náklady na přibližně 3 miliony liber za kus. První dva F-111K (jeden úderný/průzkumný F-111K a jeden cvičný/útok TF-111K) byly v závěrečné fázi montáže, když byla objednávka zrušena. Všechny komponenty, které byly smontovány pro výrobu hlavní flotily F-111K, které sdílely společné rysy, byly převedeny do programu FB-111A, zatímco dva vyráběné letouny byly přeznačeny na YF-111A s úmyslem, aby byly používané jako zkušební letouny v programu F-111A. Nakonec však oba F-111K nebyly jako testovací letouny nikdy provozovány – v červenci 1968, téměř přesně rok poté, co se začal stavět první drak, se americké letectvo rozhodlo je nepřevzít a General Dynamics bylo nařízeno použít je k obnově komponentů.

### FB-111A / F-111G

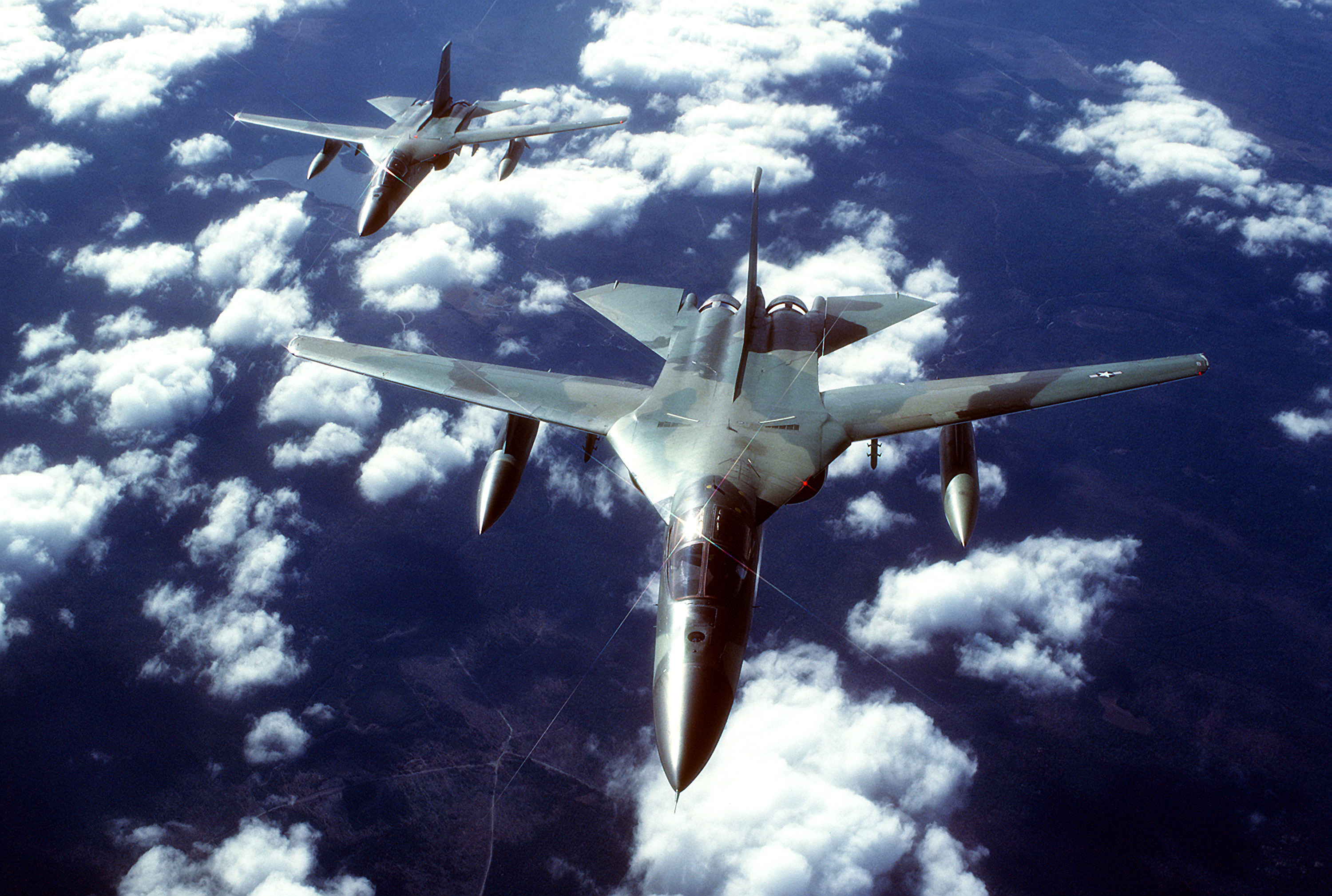
Formace FB-111

FB-111A byl strategický bombardér. Strategické vzdušné velitelství USAF potřebovalo prozatímní bombardér kvůli pomalému postupu programu Advanced Manned Strategic Aircraft a únavě flotily B-52. FB-111A byl vybrán v roce 1965 a objednán v roce 1966, aby nahradil nadzvukové Convair B-58 Hustler a rané verze B-52. V roce 1968 plány počítaly s 263 kusy FB-111, ale celkový počet byl v roce 1969 zredukován na 76 letadel. První sériová letadla vzlétla v roce 1968. Poté, co Spojené království v roce 1968 zrušilo objednávku na F-111K, byly komponenty pro 48 vyráběných F-111K znovu použity na FB-111A. Dodávky začaly v roce 1969 a skončily v roce 1971.
FB-111A měl přepracovanou zadní část trupu, větší rozpětí z letounu F-111B pro větší dolet a nosnost a maximální rychlost 2 Machy. Kapacita paliva byla zvýšena o 585 galonů (2 214 l) a zesílený podvozek umožnil vyšší maximální vzletovou hmotnost 119 250 lb (54 105 kg). Všechny kromě prvního FB-111A měly vstupní ústrojí Triple Plow II a motor TF30-P-7 o tahu 12 500 lbf (56 kN) a 20 350 lbf (90 kN) s přídavným spalováním.
FB-111A byl vybaven sadou avioniky SAC Mark IIB. Měl vylepšený útočný radar z F-111A spolu se sadou později použitou na F-111D jako inerciální navigační systém, digitální počítače a multifunkční displeje. Sada měla také vlastní položky na podporu strategické mise, jako je navigační systém pro sledování hvězd namontovaný před kokpitem, satelitní komunikační přijímač a systém automatického uvolňování pumovnice a závěsníků, který nahradil manuální uspořádání u jiných modelů F-111. Výzbrojí pro strategické bombardování byl Boeing AGM-69 SRAM (útočná střela krátkého dosahu); dvě mohly být neseny ve vnitřním prostoru pro zbraně a další čtyři na vnitřních pylonech pod křídlem; použitelné byly i jaderné gravitační pumy. Přídavné nádrže byly často neseny na třetím neotočném pylonu každého křídla. FB-111A měl celkové zbraňové zatížení 35 500 lb (16 100 kg).

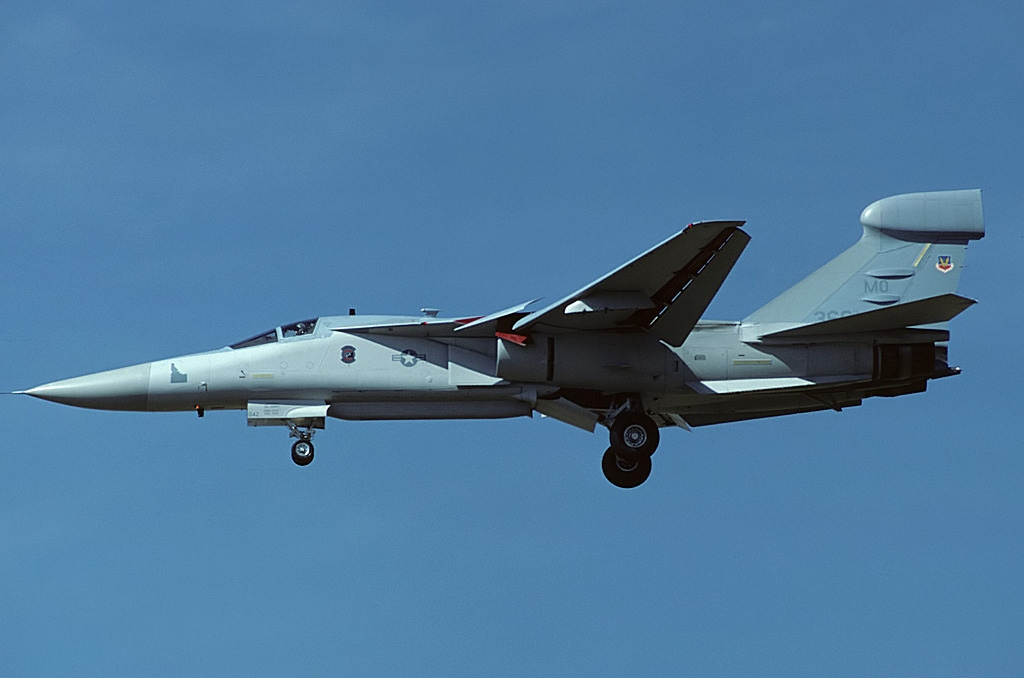
EF-111A Raven

V 70. letech vzniklo několik návrhů pokročilých strategických bombardérů FB-111. První, označovaný General Dynamics jako „FB-111G“, byl větší letoun s výkonnějšími motory, větším užitečným zatížením a doletem. Další byl prodloužený „FB-111H“ vybavený výkonnějšími dvouproudovými motory General Electric F101, o 12 stop a 8,5 palce delším trupem a přepracovanými pevnými vstupními ústrojími. Zadní podvozek byl posunut více ven, takže výzbroj mohla být nesena na trupu v těchto místech. FB-111H byl v roce 1975 nabízen jako alternativa k bombardéru B-1A. Podobný FB-111B/C byl nabízen v roce 1979, ale bez úspěchu.
Poté, co vstoupil do služby B-1B Lancer se FB-111A stal pro potřeby SAC přebytečným; následně byly překonfigurovány pro taktické použití a přeznačeny na F-111G. Přestavby začaly v roce 1989 a skončily poté, co bylo vyrobeno 34 F-111G. Po zrušení SAC byly FB-111A a F-111G převedeny pod nově zřízené Air Combat Command (ACC) a využívány především k výcviku. Zbývající FB-111A byly vyřazeny v roce 1991 a F-111G byly vyřazeny v roce 1993. Austrálie zakoupila v roce 1993 15 strojů F-111G, aby doplnila své F-111C. V roce 2007 byly vyřazeny.

### EF-111A Raven
Šlo o modifikaci letadel F-111A, které nahradily stroje Douglas EB-66. Americké letectvo získalo první Raveny v listopadu 1981 a do prosince 1985 jich bylo dodáno celkem 42. Letectvo je provozovalo do 2. května 1998.
Jde o letadlo určené pro vedení radioelektronický boj, které bylo vybaveno rušícím systémem AN/ALQ-99E. Antény a další příslušenství byly umístěny v pumovnici, ostatní vybavení se nacházelo v radomu na směrovce.

## Služba

### Válka ve Vietnamu
Po raném testování bylo 15. března 1968 šest letadel F-111A přesunutu ze základny Nellis do Thajska, odkud začaly působit v rámci programu Combat Lancer za skutečných bojových podmínek ve Vietnamu. Do konce března letouny uskutečnily 55 nočních misí proti cílům v Severním Vietnamu. V průběhu pěti týdnů však americké letectvo ztratilo tři ze šesti F-111A a proto bylo jejich bojové nasazení 22. dubna zastaveno. Později se ukázalo, že tyto ztráty nebyly způsobeny nepřátelskou bojovou činností, ale konstrukčními chybami křídel a ocasních ploch.
F-111A se vrátily do jihovýchodní Asie v září 1972. Podílely se na letecké ofenzivě Linebacker II a prováděly bombardovací mise proti cílům v Severním Vietnamu a Laosu uprostřed monzunové sezóny. Létaly bez pomoci letadel elektronického boje nebo tankovacích KC-135. 8. listopadu 1972 provedly 20 náletů na Severní Vietnam v tak špatném počasí, že ostatní letadla musela zůstat uzemněna. Čtyři F-111A byly schopny dopravit na cíl tolik pum jako 20 letadel F-4 Phantom II. Letouny F-111A prováděly bombardovací mise i v Kambodži až do 15. srpna 1973. Celkově absolvovaly F-111A přibližně 4000 bojových misí. Zaznamenaly vysokou mírou úspěšnosti při zasahování pozemních cílů a to i když byla viditelnost téměř nulová. V souvislosti s bojovou činností ztratilo americké letectvo pouze šest letadel.

### Operace Kaňon El Dorado

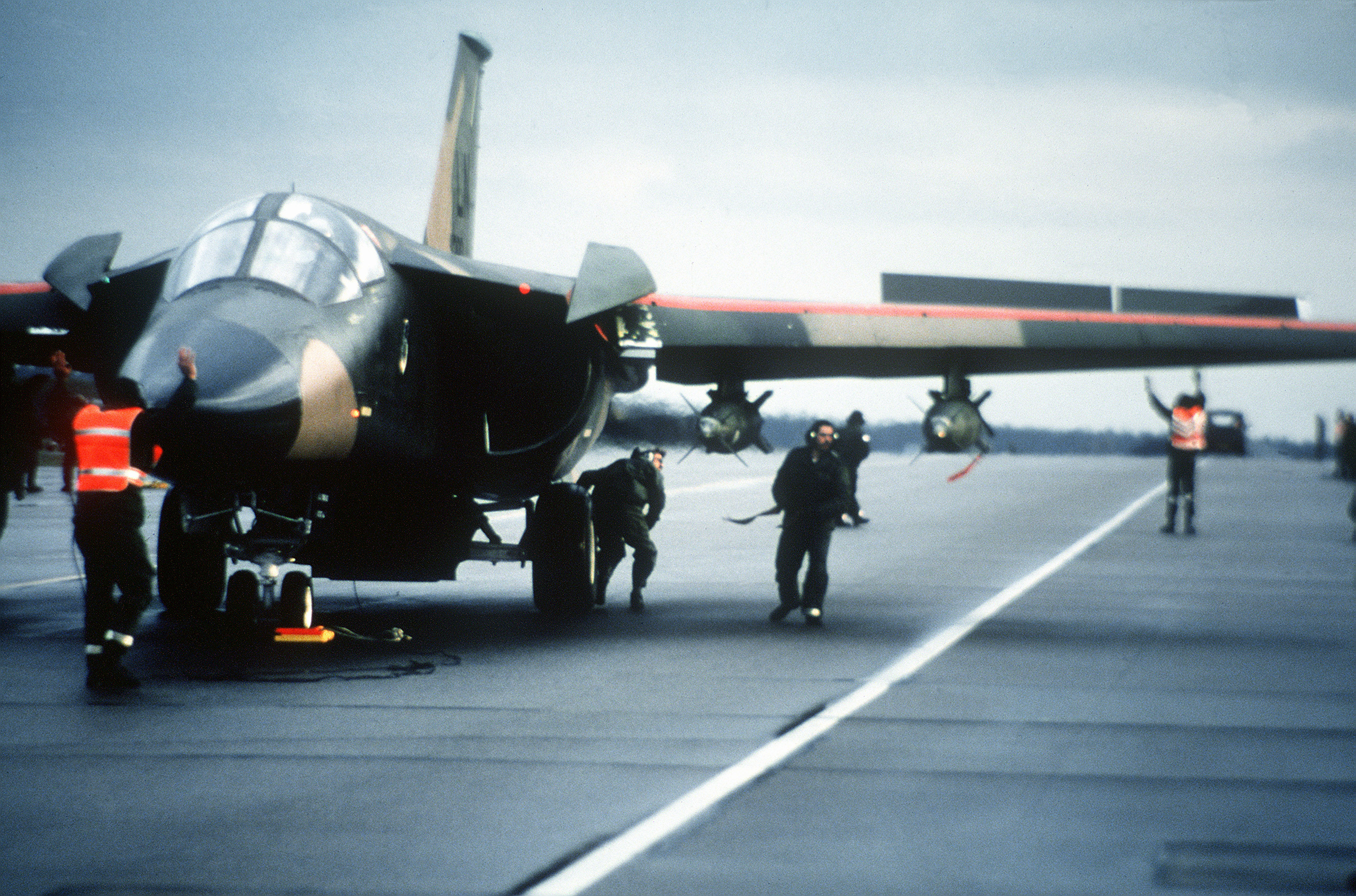
Pozemní personál připravuje F-111F ze 48. taktického stíhacího křídla na odvetné letecké útoky na Libyi.

V noci 14. dubna 1986 zaútočilo 24 amerických F-111F na Libyi. Letadla shazovala na cíle v Tripolisu neřízené, ale i laserem naváděné pumy. Libyjské protivzdušné obraně se podařilo jednu ze stíhaček sestřelit.
Šlo o dosud nejdelší bojový let stíhacích letadel. Trval 13 hodin a F-111F urazily na zpátečním letu mezi Velkou Británií a Libyí 10 300 km.
Operace Kaňon El Dorado byla také bojovým křtem pro letadla elektronického boje EF-111A Raven. Této operace se zúčastnily tři stroje Raven a jejich úkolem bylo rušit libyjské radary.

### Válka v Zálivu
Během operace Pouštní bouře sehrála letadla F-111F klíčovou roli při zničení irácké velitelské a řídící infrastruktury a při eliminaci důležitých pozemních cílů na bojišti v Kuvajtu. 67 strojů F-111F vzlétalo z leteckých základen v Saúdské Arábii a dokázaly na cíl dopravit přesně naváděnou munici za jakýchkoliv povětrnostních podmínek. Tyto stroje provedly 2500 letů a zničily 2203 cílů, včetně 920 tanků, 252 kusů dělostřelectva, 245 opevněných letadlových krytů, 13 přistávacích drah, 113 bunkrů a 12 mostů. Celkově shodily 5500 pum, přičemž v téměř 85 procentech šlo o přesně naváděnou munici.
Když irácké síly začaly úmyslně vypouštět ropu z čerpacích stanic, aby umožnily její únik do Perského zálivu, byla to právě F-111F, která na rozvodné potrubí shodila pumu s elektrooptickým naváděním GBU-15, aby tento únik zastavila. V poslední noc války shodily dvě F-111F narychlo vyvinuté pumy GBU-28 na irácké bunkry hlavního velení. Tyto pumy dokáží proniknout více 30 m vrstvou země nebo téměř 7 m vrstvou betonu.
Pozoruhodným důkazem bojové efektivnosti F-111F bylo, že během války v Zálivu neztratilo americké letectvo žádné z těchto letadel.
Spolu s F-111F byla nasazena i starší a méně pokročilá verze F-111E. Tyto stroje neměly integrovanou přesnou munici, proto bombardovaly cíle v severní části Iráku převážně gravitačními pumami Mk 82 nebo Mk 84.
Do boje byla zapojena i letadla elektronického boje EF-111A Raven, která provedla více než 900 letů. Žádné z nich nebylo sestřeleno nepřítelem, i když americké letectvo přišlo o jeden stroj, což však nesouviselo s bojovou činností. Jeden z Ravenů si paradoxně připsal vítězství ve vzdušném souboji, když irácká Mirage F1, která ho pronásledovala, narazila při manévrování do země.

## Uživatelé
Austrálie
- RAAF

 Spojené státy americké
- USAF

## Specifikace (F-111F)

### Technické údaje
- Osádka: 2 (pilot a zbraňový operátor)
- Rozpětí: 19,2 (s max. úhlem šípu) / 9,75 m
- Délka: 22,4 m
- Výška: 5,22 m
- Nosná plocha: 61,07 m² (s max. úhlem šípu) / 48,77 m²
- Hmotnost prázdného stroje: 21 400 kg
- Vzletová hmotnost: 37 600 kg
- Maximální vzletová hmotnost: 45 300 kg
- Pohonné jednotky: 2× dvouproudový motor Pratt & Whitney TF30-P-100, každý o tahu 112 kN s forsáží
- Plocha čelního odporu: 0,87 m²
- Štíhlost křídla: 7,56 (s max. úhlem šípu); 1,95

### Výkony
- Maximální rychlost: 2 655 km/h
- Dostup: 20 100 m
- Stoupavost: 131,5 m/s
- Dolet:
  - Bojový: 2 140 km
  - Přeletový: 6 760 km
- Plošné zatížení:
  - Rozložené: 615,2 m²
  - Složené: 771 m²
- Tah/Hmotnost: 0,61

### Výzbroj
- 1× rotační kanón M61 Vulcan
- 9 externích závěsů (8 pod křídly, 1 pod trupem mezi motory) – s nosností do 14 300 kg
  - Střely vzduch-vzduch:
    - AIM-9 Sidewinder

  - Střely vzduch-země:
    - AGM-130

  - Pumy:
    - Mk 82, Mk 83, Mk 84, Mk 117
    - kazetové pumy (20 x CBU-52/CBU-59/CBU-71, 8 x CBU-87/CBU-89)[8]
    - BLU-109
    - GBU-10/ GBU-12/ GBU-28
    - BLU-107
    - GBU-15[7]
    - jaderné pumy B61 nebo B43